# Giuseppe Acerbi

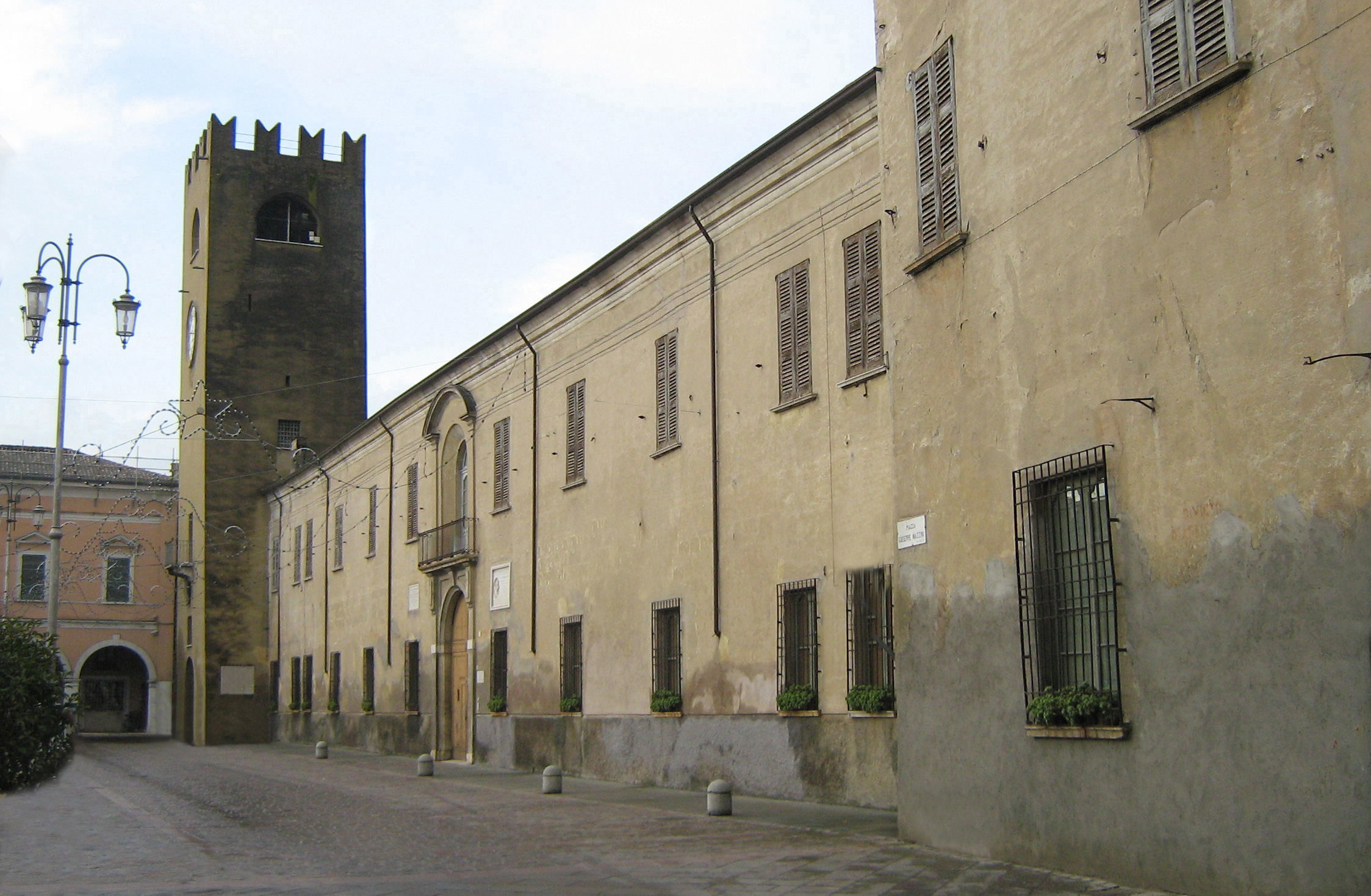
Castel Goffredo, Palatsi Gonzaga-Acerbi

Giuseppe Acerbi, född 3 maj 1773 i Castel Goffredo i Italien, död där 25 augusti 1846, var en italiensk reseskildrare.

## Biografi
Giuseppe Acerbi kom tillsammans med en ung landsman till Sverige 1798 i avsikt att företa en färd genom Lappmarken upp till Nordkap. I Stockholm anslöt sig Anders Fredrik Skjöldebrand till expeditionen, vilken över Uleåborg, Torneå och Enontekis slutligen nådde målet. Om resan utarbetade Acerbi en ingående beskrivning, först utgiven på engelska Travels through Sweden, Finland and Lapland to the North Cape in the years 1798 and 1799, vilken blev mycket spridd på kontinenten och översattes till tyska, franska och holländska. Den innehåller dock ovederhäftiga uppgifter och hätska utfall mot svenskarna. Skjöldebrand, som i sina memoarer ger ett allt annat än älskvärt porträtt av reskamraten, skyndade att protestera och utgav 1802 en samling korrigeringar av de mest falska uppgifterna. Giuseppe Acerbi upptecknade under sin resa finländsk folkmusik och invaldes den 16 november 1799 som utländsk ledamot nr 27 av Kungliga Musikaliska Akademien.
Giuseppe Acerbi var österrikisk generalkonsul i Alexandria i Egypten 1826–1836 och gjorde där stora naturaliesamlingar, som senare överlämnades till italienska och österrikiska museer. Han var också verksam som redaktör för tidskriften Biblioteca Italiana.
Trots faktafel har Acerbis reseskildring, numera en eftersökt klassiker inom Fennicalitteraturen, stor kulturhistorisk betydelse, inte minst genom sin inlevelsefulla beskrivning av samernas liv och sedvänjor.

## Bildgalleri

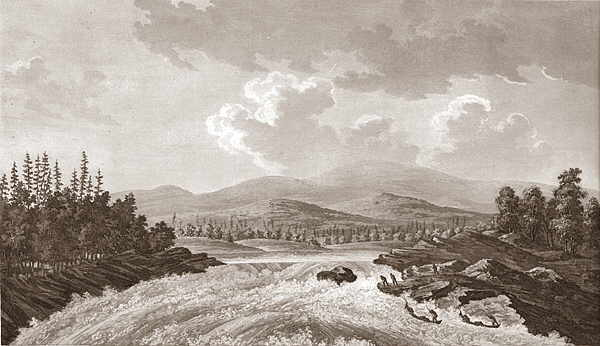
Fallen Kattilakoski i Torneälven, 1799. Akvarell av Anders Fredrik Skjöldebrand.
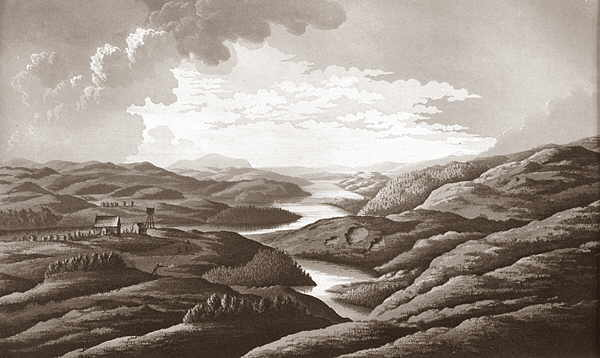
Kautokeino i Finnmark, 1799. Akvarell av Anders Fredrik Skjöldebrand.
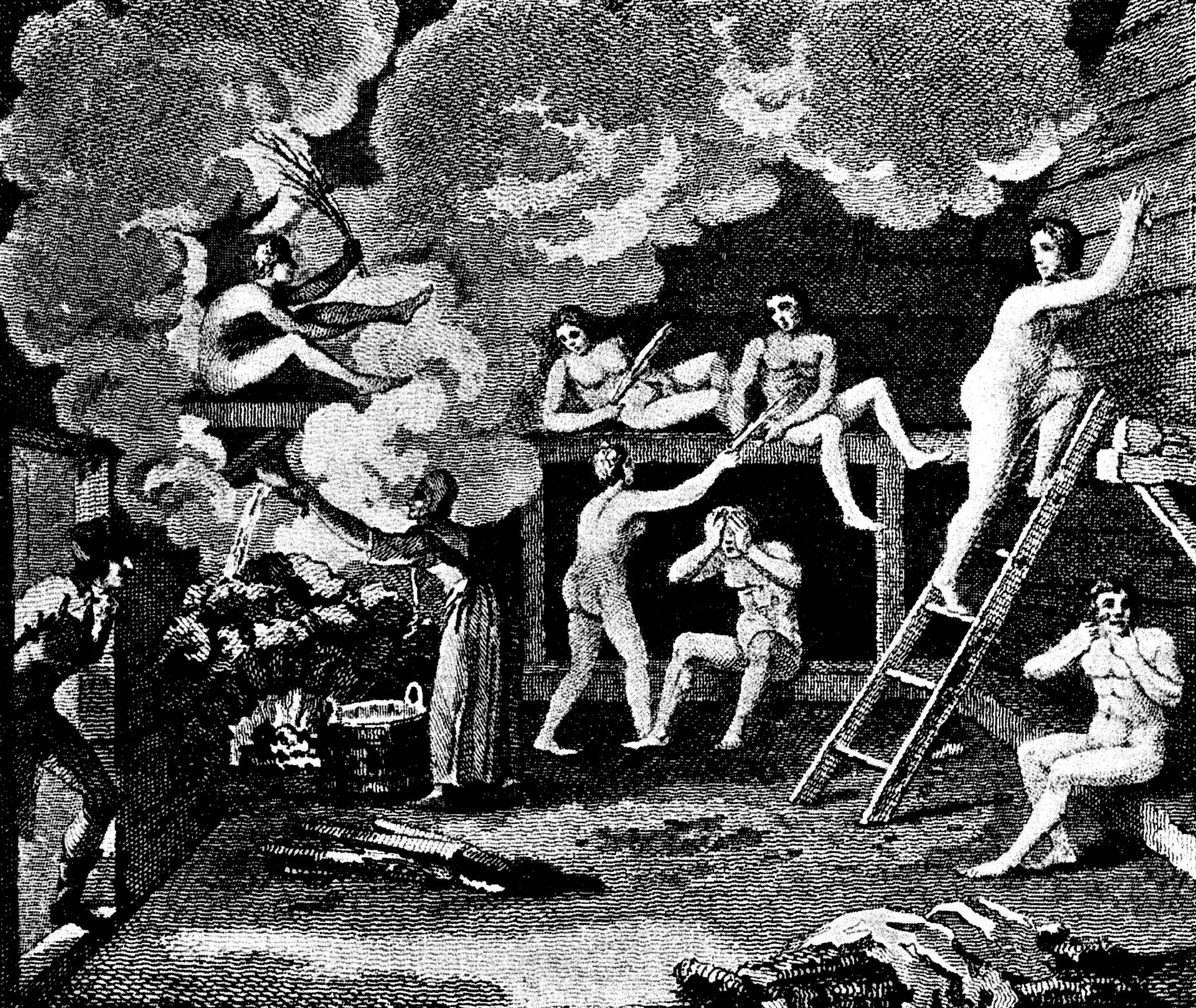
Bastu, illustratioh till Giuseppe Acerbis reseskildring